# 林耕華
林耕華（1938年1月11日—），台灣光電學者，第22屆中央研究院院士，祖籍福建漳州東山島。

## 生平
出生於日治時期台南。高中就讀台南二中，1959年畢業於國立成功大學電機工程學系，1963年獲得美國西雅圖華盛頓大學電機研究所碩士，1967年獲得史丹福大學電機研究所博士。畢業後即前往IBM研究中心任職至資深經理職位。1992年從美國回到台灣工作，擔任工業技術研究院光電工業研究所副所長，1994年昇任所長，2000年退休。
林耕華專長為光電科技，曾獲美國電子學會院士、美國光學學會院士、中華光電學會院士、APAM Fellow，1998年獲選為第22屆中央研究院院士。2000年獲得第一屆潘文淵獎。